# What You're Doing
What You're Doing è una canzone dei Beatles, scritta da Paul McCartney e da John Lennon, pubblicata sul loro album Beatles for Sale del 1964.

## Il brano
L'idea originale era di Paul McCartney, il quale aveva preso spunto dalla sua relazione con Jane Asher. McCartney ha detto che sembrava più nata da una frase detta, che ad un'idea musicale, e che era una di quelle canzoni che si spera che migliorino col passare della composizione, ma, che almeno in questo caso, non migliorano. Egli la ha considerata un filler, un riempitivo, e ha considerato la registrazione migliore della canzone. Inoltre, dice di non ricordare il ruolo di compositore per Lennon nella canzone, per cui l'accrediterebbe scritta in ugual modo da entrambi.
Il brano inizia dopo quattro battute di batteria; la prestazione di Ringo è stata apprezzata da McCartney. Il testo, come She's a Woman, dello stesso periodo, ricorre a molte rime, in alcuni casi formate da due parole.
Il 29 settembre 1964, nello Studio Due degli Abbey Road Studios, vennero incisi sette nastri di base ritmica. Con qualche differenza, vennero registrati l'indomani altri cinque nastri. Il 26 ottobre, i Beatles eseguirono un rifarcimento, in sette nastri. Il mixaggio, sia mono che stereo, venne svolto l'indomani sul diciannovesimo nastro.
Nel Regno Unito è stata pubblicata nell'album Beatles for Sale, mentre in America nell'album Beatles VI. Nell'album Love è una parte di un medley che comprende anche Drive My Car e The Word.

## Formazione
- Paul McCartney: voce, basso elettrico, pianoforte
- John Lennon: cori, chitarra ritmica
- George Harrison: cori, chitarra solista
- Ringo Starr: batteria[3]

Nel brano è presente un pianoforte: molte fonti lo dicono suonato da George Martin, ma McCartney ha affermato di averlo suonato.